# Park Hyun-woo (Fußballspieler)
Park Hyun-woo (kor. 박현우; * 21. Februar 1997) ist ein südkoreanischer Fußballspieler.

## Karriere
Park Hyun-woo erlernte das Fußballspielen in der Schulmannschaft der Busan Deokcheon School sowie in der Jugendmannschaft des Gyeongnam FC. Hier unterschrieb er 2016 auch seinen ersten Vertrag. Das Fußballfranchise aus Changwon spielte in der zweiten südkoreanischen Liga, der K League 2. 2017 feierte er mit dem Verein die Meisterschaft der zweiten Liga und stieg somit in die erste Liga auf. Nach dem Aufstieg verließ er den Verein und wechselte nach Thailand. Hier schloss er sich dem Viertligisten Assumption United FC aus der thailändischen Hauptstadt Bangkok an. Nach zwei Jahren ging er Anfang 2020 zum Ayutthaya FC. Der Verein aus Ayutthaya spielte in der dritten Liga, der Thai League 3, in der Upper Region. Anfang 2021 wechselte er in die zweite Liga. Hier schloss er sich dem Kasetsart FC aus Bangkok an.  Am Ende der Saison 2023/24 belegte er mit Kasetsart den 16. Tabellenplatz und musste somit in die dritte Liga absteigen. Für den Hauptstadtverein bestritt er 89 Ligaspiele. Hierbei erzielte er zwei Treffer. Nach dem Abstieg verließ er den Verein und kehrte in seine Heimat zurück. Hier unterschrieb er einen Vertrag beim Drittligisten Paju Citizen FC.

## Erfolge
Gyeongnam FC
- Südkoreanischer Zweitligameister: 2017